# Боричівка (річка)
Боричі́вка — річка Україні, в межах Тернопільського району Тернопільської області. Ліва притока Гнізни (басейн Дністра). 
Довжина 15 км, площа басейну 43 км². Похил річки 5,5 м/км. 
Витікає із джерела, що на південь від села Боричівка Теребовлянської міської ради. Тече на північний захід. Впадає у Гнізну на північний захід від села Лошнів. 